# Lophoceramica pallicauda
Lophoceramica pallicauda är en fjärilsart som beskrevs av Smith 1908. Lophoceramica pallicauda ingår i släktet Lophoceramica och familjen nattflyn. Inga underarter finns listade i Catalogue of Life.